# Aérospatiale Alouette III

Vistas esquemáticas do Alouette III

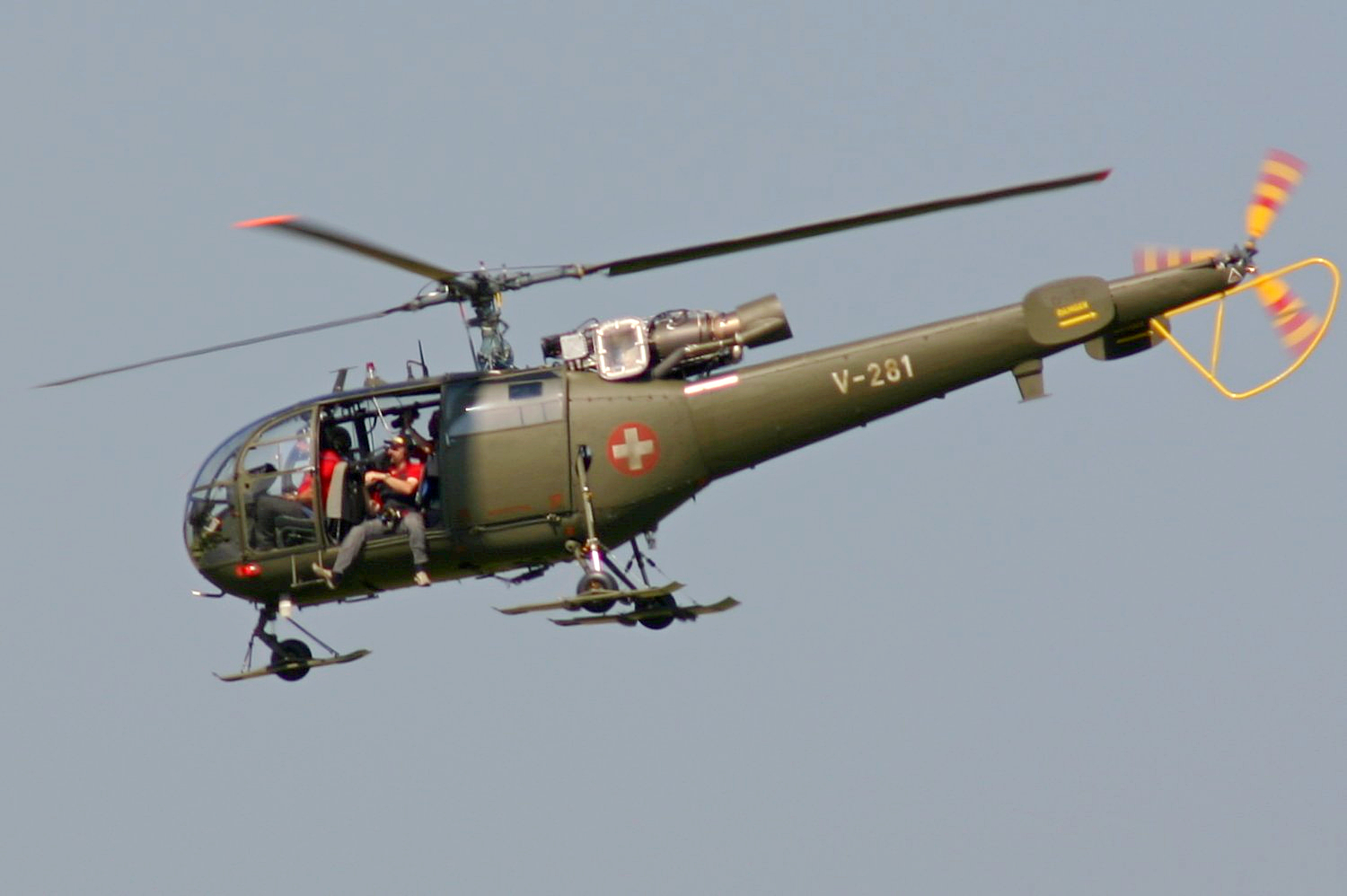
Alouette IIIS da Força Aérea Suíça

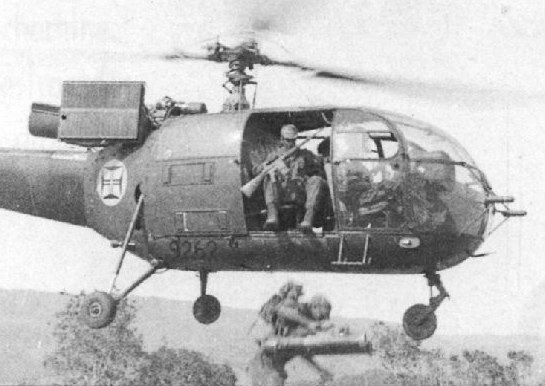
Alouette III da Força Aérea Portuguesa lançando araquedistas num heli-assalto em Angola

O Alouette III é um helicóptero utilitário ligeiro de transporte, monomotor,  fabricado pela Aérospatiale, na França.
É um desenvolvimento do Alouette II, tendo um tamanho maior e uma maior capacidade de carga. Originalmente propulsado por uma turbina Turbomeca Artouste IIIB, o Alouette é reconhecido pelas suas capacidades de operação em grandes altitudes, sendo o ideal para o salvamento em áreas montanhosas.

## Desenvolvimento
A primeira versão do Alouette III, o protótipo SE-3160 voou pela primeira vez em 28 de Fevereiro de 1959. A sua produção foi iniciada em 1961. Em 1968 começou a ser produzida a versão SA-316B.

## Versões
- SE-3160/ SA-316A Alouette III : o primeiro Alouette III de série levantou voo em julho de 1961, ano em que são entregues os primeiros exemplares a utilizadores militares. Esta versão passou a designar-se SA-316A a partir de 1968;
- HAL Chetak: versão do SE-3160 construída sob licença na Índia[1]. Esta designação inclui a versão indiana do SA-316B construída posteriormente;
- SE-3164 Alouette canon: protótipo de helicóptero de apoio tático construído com base num SE-3160 modificado, onde foi instalado um canhão orientável de tiro rápido de 20 mm apontável para a esquerda da cabine, quatro mísseis AS-11 ou AS-12 ou casulos de foguetes. Foi também testada uma versão com duas metralhadoras Browning montadas na lateral da fuselagem;
- SA-316B Alouette III: versão do SA-126A com o mesmo motor, mas aperfeiçoado[1][2];
- IAR-316B: versão do SA-316B construída sob licença na Roménia[1];
- IAR-317 Skyfox: projecto romeno de helicóptero de ataque com uma cabine bilugar em tandem, baseado no IAR-316B;
- F+W Alouette IIIS: versão do SA-316B construída, sob licença, na Suíça;
- SA-316C Alouette III: última versão do SA-316, com um motor Artouste IIID de 870 CV;
- SA-319B Alouette III: versão remotorizada com uma turbina Turboméca Astazou XIV de 870 CV, permitindo uma redução de consumo na ordem dos 15% - 20%;
- SA-319C Alouette III: última versão do Alouette apenas com modificações de pormenores.

## Utilizadores
- Emirados Árabes Unidos (Abu Dhabi)
- África do Sul (SA 316, SA-319)
- Albânia (SA 319)
- Angola (IAR-316B)
- Argentina (SA-316, SA-319) )
- Áustria (SA-316, SA-319)
- Austrália
- Bangladesh
- Bélgica (SA-316)
- Bolívia
- Burquina Fasso
- Birmânia
- Burundi (SA 316)
- Camarões (SA 319)
- Chade (SA-316)
- Chile (SA-319)
- República do Congo (SA-316)
- Costa do Marfim
- Dinamarca
- República Dominicana
- Equador (SA-316)
- El Salvador
- Guiné Equatorial
- Espanha
- Etiópia (SA-316)
- França (SA-316, SA-319)
- Gabão
- Gana (SA-316)
- Grécia (SA-319)
- Guiné (SA-319)
- Guiné-Bissau (SA-316)
- Hong Kong (SA-316)
- Índia (HAL Chetak)
- Indonésia (SA-316)
- Iraque (SA-316)
- Irlanda (SA-316)
- Israel
- Jordânia (SA-316)
- Laos
- Líbano (SA-316)
- Líbia (SA 316)
- Madagáscar
- Malawi
- Malásia (SA-316)
- Malta (SA-316)
- México (SA-319)
- Marrocos
- Moçambique
- Nepal
- Países Baixos
- Nicarágua
- Paquistão (SA-316, SA-319)
- Peru (SA 319)
- Portugal (SA-316)
- Rodésia
- Roménia (IAR-316)
- Ruanda (SA-316)
- Arábia Saudita
- Seicheles (HAL Chetak)
- Singapura
- Sri Lanka
- Vietname do Sul
- Suriname (SA-316)
- Suíça  (SA-316)
- Tunísia (SA-316)
- Venezuela (SA-316)
- Iugoslávia (SA-316)
- Zaire (SA-316)
- Zâmbia
- Zimbabwe (SA-316)

## Serviço em Portugal

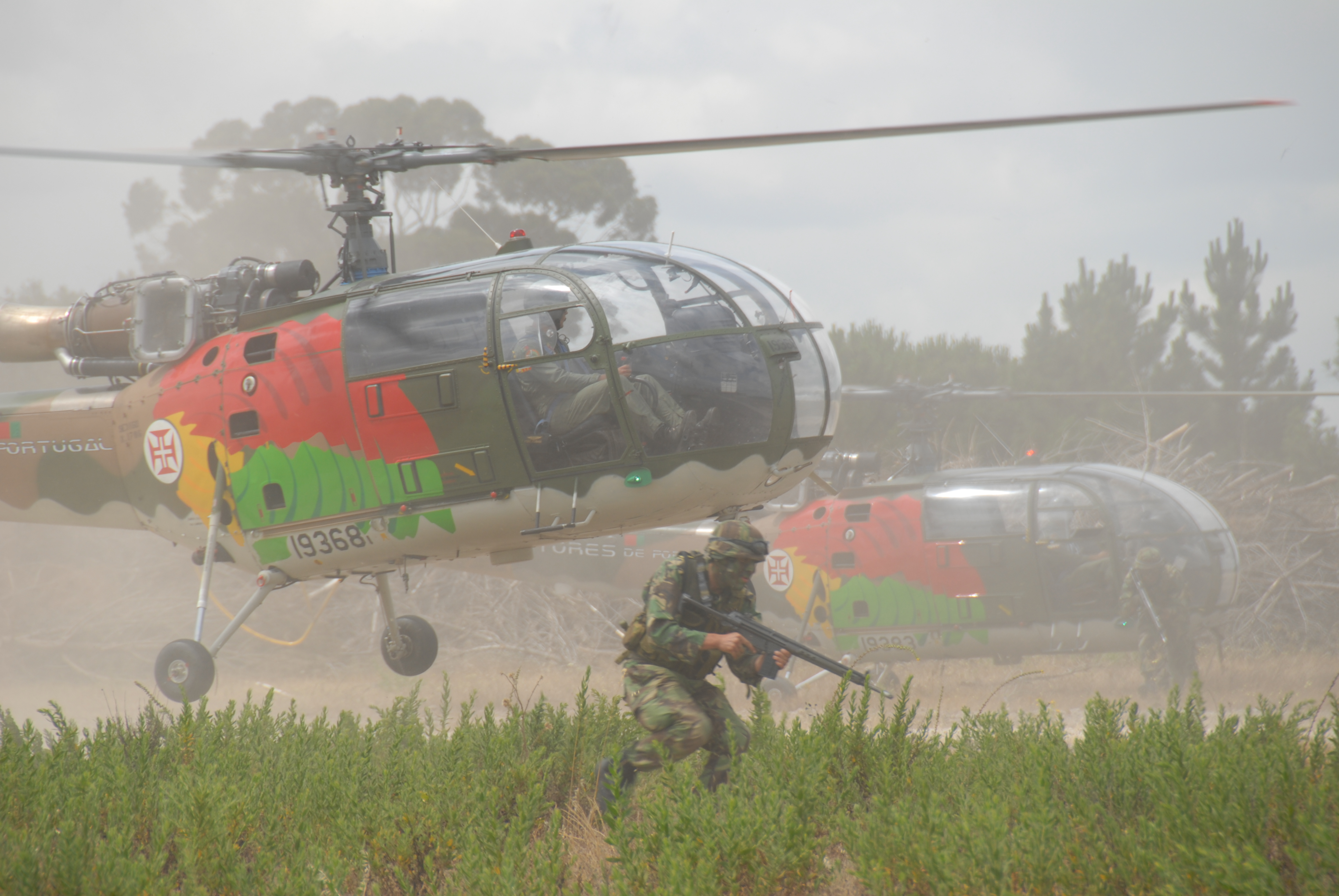
Paraquedistas num treino de assalto aéreo.

Os SE-3160 Alouette III (ALIII) foram adquiridos pela Força Aérea Portuguesa a partir de abril de 1963 como complemento aos poucos aparelhos Alouette II já em serviço, para actuarem nas operações militares da Guerra Colonial, a decorrer em Angola, Guiné Portuguesa e Moçambique. O Alouette III tornou-se num dos principais ícones da guerra, ficando famosas as imagens dos Paraquedistas e Comandos a saltar dos aparelhos, enquanto estes pairavam a cerca de 3 metros do solo, durante as operações de heli-assalto.
Os ALIII básicos desarmados, com o nome de código "Canibais" realizavam essencialmente operações de transporte, heli-assalto e evacuação sanitária. A estes ALIII juntaram-se os helicanhões, com o nome de código "Lobos Maus", com um canhão de 20 mm montado virado para bombordo, disparado por um apontador através da porta lateral aberta. Em 1973 realizaram-se algumas experiências no sentido de incorporar lança-foguetes de 37 mm ou 2,75", mas nunca chegaram à fase operacional.
A Força Aérea Portuguesa adquiriu um total de 142 Alouette III, o segundo maior número de um único modelo de aeronave ao serviço de Portugal, logo a seguir ao North-American T-6.
Os aparelhos remanescentes foram utilizados na Base Aérea de Beja (BA 11), essencialmente para instrução e como utilitários, até ao início da sua substituição pelos Koala, em 2019.
O último voo ao serviço da FAP foi levado a cabo em 16 de junho de 2020, na BA 11. Este voo, no qual participou o Ministro da Defesa Nacional João Gomes Cravinho, assinalou o final de 57 anos de serviço do aparelho (18 de junho de 1963, Luanda, Angola ― 16 de junho de 2020, Beja, Portugal) com as cores nacionais, numa cerimónia que marcou oficialmente a retirada de serviço da aeronave.